# Tarik Ibrahimagic
Tarik Ibrahimagic (* 23. Januar 2001 in Odense) ist ein dänischer Fußballspieler mit bosnischen Wurzeln. Der zentrale Mittelfeldspieler war dänischer Nachwuchsnationalspieler.

## Karriere

### Verein
Tarik Ibrahimagic wurde in Odense, der drittgrößten dänischen Stadt, geboren und begann mit dem Fußballspielen bei Odense Kammeraternes Sportsklub, kurz OKS. Er wechselte in der U14 in die Jugend von Odense BK, dem größten Klub der Stadt. Am 1. Juni 2020 gab er im Alter von 19 Jahren sein Debüt als Profi, als er bei der 0:1-Niederlage im Auswärtsspiel gegen Aarhus GF zu seinem ersten Spiel in der Superliga kam. Zuvor erhielt Ibrahimagic seinen ersten Profivertrag mit einer Laufzeit von zwei Jahren.

### Nationalmannschaft
Tarik Ibrahimagic läuft gegenwärtig für die dänischen U19-Junioren auf.